# Madrid Challenge by La Vuelta 2020
Madrid Challenge by La Vuelta 2020 var den 6. udgave af det spanske etapeløb Madrid Challenge by La Vuelta. Det var 190,7 km langt og blev afviklet over tre etaper fra 6. til 8. november 2020. Der var start i Toledo, og sidste etape havde mål på Paseo del Prado ved Plaza de Cibeles i Madrid, få timer før Vuelta a Españas 18. og sidste etape sluttede samme sted. Løbet var det sidste på UCI Women's World Tour 2020. For første gang var løbet indeholdt tre etaper, hvor det i de tre første år var et éndagsløb, og i 2018 og 2019 havde det to etaper. Af hensyn til løbets hovedsponsor, var det officielle navn i 2020 Ceratizit Challenge by La Vuelta.
Tyske Lisa Brennauer genvandt løbet, 12 sekunder foran italienske Elisa Longo Borghini. Den 21 årige hollænder Lorena Wiebes kom på den samlede tredjeplads, og vandt samtidig løbets ungdomskonkurrence.

## Etaperne
| Etape    | Dato    | Start – Mål                             | type          | Afstand (km) | Etapevinder    | Førende rytter |
| -------- | ------- | --------------------------------------- | ------------- | ------------ | -------------- | -------------- |
| 1. etape | 6. nov. | Toledo – Escalona                       | kuperet etape | 82,8         | Lorena Wiebes  | Lorena Wiebes  |
| 2. etape | 7. nov. | Boadilla del Monte – Boadilla del Monte | enkeltstart   | 9,3          | Lisa Brennauer | Lisa Brennauer |
| 3. etape | 8. nov. | Madrid – Madrid                         | flad etape    | 98,6         | Elisa Balsamo  | Lisa Brennauer |

### 1. etape
| Toledo - Escalona | kuperet etape | (82,8 km) |

| \| Etaperesultat \| Etaperesultat \| Etaperesultat \| Etaperesultat \| Etaperesultat \| \| Rytter \| Rytter \| Hold \| Tid \| \| \| ------------- \| ----------------- \| ------------------------- \| ------------- \| ------------- \| \| 1. \| Lorena Wiebes \| Sunweb \| 2t 00' 16" \| \| \| 2. \| Elisa Balsamo \| Valcar-Travel & Service \| + 0" \| \| \| 3. \| Lisa Brennauer \| Ceratizit-WNT Pro Cycling \| + 0" \| \| \| 4. \| Jelena Erić \| Movistar Team \| + 0" \| \| \| 5. \| Alice Barnes \| Canyon-SRAM Racing \| + 3" \| \| \| 6. \| Silvia Zanardi \| Bepink \| + 4" \| \| \| 7. \| Alexis Ryan \| Canyon-SRAM Racing \| + 4" \| \| \| 8. \| Laura Asencio \| Ceratizit-WNT Pro Cycling \| + 4" \| \| \| 9. \| Vittoria Guazzini \| Valcar-Travel & Service \| + 4" \| \| \| 10. \| Sarah Roy \| Mitchelton-Scott \| + 4" \| \| |                   |                           |            |
| |                   |                           |            |
| Kilde: ProCyclingStats |                   |                           |            |
| Etaperesultat |                   |                           |            |
| Rytter | Rytter            | Hold                      | Tid        |
| 1. | Lorena Wiebes     | Sunweb                    | 2t 00' 16" |
| 2. | Elisa Balsamo     | Valcar-Travel & Service   | + 0"       |
| 3. | Lisa Brennauer    | Ceratizit-WNT Pro Cycling | + 0"       |
| 4. | Jelena Erić       | Movistar Team             | + 0"       |
| 5. | Alice Barnes      | Canyon-SRAM Racing        | + 3"       |
| 6. | Silvia Zanardi    | Bepink                    | + 4"       |
| 7. | Alexis Ryan       | Canyon-SRAM Racing        | + 4"       |
| 8. | Laura Asencio     | Ceratizit-WNT Pro Cycling | + 4"       |
| 9. | Vittoria Guazzini | Valcar-Travel & Service   | + 4"       |
| 10. | Sarah Roy         | Mitchelton-Scott          | + 4"       |

| \| Samlede stilling \| Samlede stilling \| Samlede stilling \| Samlede stilling \| Samlede stilling \| \| Rytter \| Rytter \| Hold \| Tid \| \| \| ---------------- \| ----------------- \| ------------------------- \| ---------------- \| ---------------- \| \| 1. \| Lorena Wiebes \| Sunweb \| 2t 00' 01" \| \| \| 2. \| Elisa Balsamo \| Valcar-Travel & Service \| + 5" \| \| \| 3. \| Lisa Brennauer \| Ceratizit-WNT Pro Cycling \| + 10" \| \| \| 4. \| Jelena Erić \| Movistar Team \| + 15" \| \| \| 5. \| Alice Barnes \| Canyon-SRAM Racing \| + 18" \| \| \| 6. \| Silvia Zanardi \| Bepink \| + 19" \| \| \| 7. \| Alexis Ryan \| Canyon-SRAM Racing \| + 19" \| \| \| 8. \| Laura Asencio \| Ceratizit-WNT Pro Cycling \| + 19" \| \| \| 9. \| Vittoria Guazzini \| Valcar-Travel & Service \| + 19" \| \| \| 10. \| Sarah Roy \| Mitchelton-Scott \| + 19" \| \| |                   |                           |            |
| |                   |                           |            |
| Kilde: ProCyclingStats |                   |                           |            |
| Samlede stilling |                   |                           |            |
| Rytter | Rytter            | Hold                      | Tid        |
| 1. | Lorena Wiebes     | Sunweb                    | 2t 00' 01" |
| 2. | Elisa Balsamo     | Valcar-Travel & Service   | + 5"       |
| 3. | Lisa Brennauer    | Ceratizit-WNT Pro Cycling | + 10"      |
| 4. | Jelena Erić       | Movistar Team             | + 15"      |
| 5. | Alice Barnes      | Canyon-SRAM Racing        | + 18"      |
| 6. | Silvia Zanardi    | Bepink                    | + 19"      |
| 7. | Alexis Ryan       | Canyon-SRAM Racing        | + 19"      |
| 8. | Laura Asencio     | Ceratizit-WNT Pro Cycling | + 19"      |
| 9. | Vittoria Guazzini | Valcar-Travel & Service   | + 19"      |
| 10. | Sarah Roy         | Mitchelton-Scott          | + 19"      |

| Pointkonkurrence | Pointkonkurrence | Pointkonkurrence          | Pointkonkurrence | Pointkonkurrence |
| Rytter           | Rytter           | Hold                      | Point            |                  |
| ---------------- | ---------------- | ------------------------- | ---------------- | ---------------- |
| 1.               | Lorena Wiebes    | Sunweb                    | 5 point          |                  |
| 2.               | Elisa Balsamo    | Valcar-Travel & Service   | 4 point          |                  |
| 3.               | Lisa Brennauer   | Ceratizit-WNT Pro Cycling | 3 point          |                  |
| 4.               | Jelena Erić      | Movistar Team             | 2 point          |                  |
| 5.               | Alice Barnes     | Canyon-SRAM Racing        | 1 point          |                  |

### 2. etape
| Boadilla del Monte - Boadilla del Monte | enkeltstart | (9,3 km) |

| \| Etaperesultat \| Etaperesultat \| Etaperesultat \| Etaperesultat \| Etaperesultat \| \| Rytter \| Rytter \| Hold \| Tid \| \| \| ------------- \| -------------------- \| ------------------------- \| ------------- \| ------------- \| \| 1. \| Lisa Brennauer \| Ceratizit-WNT Pro Cycling \| 12' 40" \| \| \| 2. \| Elisa Longo Borghini \| Trek-Segafredo \| + 1" \| \| \| 3. \| Ellen van Dijk \| Trek-Segafredo \| + 4" \| \| \| 4. \| Annemiek van Vleuten \| Mitchelton-Scott \| + 8" \| \| \| 5. \| Leah Kirchmann \| Sunweb \| + 14" \| \| \| 6. \| Sarah Roy \| Mitchelton-Scott \| + 18" \| \| \| 7. \| Mieke Kröger \| Hitec Products-Birk Sport \| + 21" \| \| \| 8. \| Alice Barnes \| Canyon-SRAM Racing \| + 25" \| \| \| 9. \| Maaike Boogaard \| Alé BTC Ljubljana \| + 26" \| \| \| 10. \| Hannah Ludwig \| Canyon-SRAM Racing \| + 28" \| \| |                      |                           |         |
| |                      |                           |         |
| Kilde: ProCyclingStats |                      |                           |         |
| Etaperesultat |                      |                           |         |
| Rytter | Rytter               | Hold                      | Tid     |
| 1. | Lisa Brennauer       | Ceratizit-WNT Pro Cycling | 12' 40" |
| 2. | Elisa Longo Borghini | Trek-Segafredo            | + 1"    |
| 3. | Ellen van Dijk       | Trek-Segafredo            | + 4"    |
| 4. | Annemiek van Vleuten | Mitchelton-Scott          | + 8"    |
| 5. | Leah Kirchmann       | Sunweb                    | + 14"   |
| 6. | Sarah Roy            | Mitchelton-Scott          | + 18"   |
| 7. | Mieke Kröger         | Hitec Products-Birk Sport | + 21"   |
| 8. | Alice Barnes         | Canyon-SRAM Racing        | + 25"   |
| 9. | Maaike Boogaard      | Alé BTC Ljubljana         | + 26"   |
| 10. | Hannah Ludwig        | Canyon-SRAM Racing        | + 28"   |

| \| Samlede stilling \| Samlede stilling \| Samlede stilling \| Samlede stilling \| Samlede stilling \| \| Rytter \| Rytter \| Hold \| Tid \| \| \| ---------------- \| -------------------- \| ------------------------- \| ---------------- \| ---------------- \| \| 1. \| Lisa Brennauer \| Ceratizit-WNT Pro Cycling \| 2t 12' 51" \| \| \| 2. \| Elisa Longo Borghini \| Trek-Segafredo \| + 10" \| \| \| 3. \| Ellen van Dijk \| Trek-Segafredo \| + 13" \| \| \| 4. \| Annemiek van Vleuten \| Mitchelton-Scott \| + 17" \| \| \| 5. \| Lorena Wiebes \| Sunweb \| + 18" \| \| \| 6. \| Leah Kirchmann \| Sunweb \| + 23" \| \| \| 7. \| Sarah Roy \| Mitchelton-Scott \| + 27" \| \| \| 8. \| Mieke Kröger \| Hitec Products-Birk Sport \| + 30" \| \| \| 9. \| Alice Barnes \| Canyon-SRAM Racing \| + 33" \| \| \| 10. \| Maaike Boogaard \| Alé BTC Ljubljana \| + 35" \| \| |                      |                           |            |
| |                      |                           |            |
| Kilde: ProCyclingStats |                      |                           |            |
| Samlede stilling |                      |                           |            |
| Rytter | Rytter               | Hold                      | Tid        |
| 1. | Lisa Brennauer       | Ceratizit-WNT Pro Cycling | 2t 12' 51" |
| 2. | Elisa Longo Borghini | Trek-Segafredo            | + 10"      |
| 3. | Ellen van Dijk       | Trek-Segafredo            | + 13"      |
| 4. | Annemiek van Vleuten | Mitchelton-Scott          | + 17"      |
| 5. | Lorena Wiebes        | Sunweb                    | + 18"      |
| 6. | Leah Kirchmann       | Sunweb                    | + 23"      |
| 7. | Sarah Roy            | Mitchelton-Scott          | + 27"      |
| 8. | Mieke Kröger         | Hitec Products-Birk Sport | + 30"      |
| 9. | Alice Barnes         | Canyon-SRAM Racing        | + 33"      |
| 10. | Maaike Boogaard      | Alé BTC Ljubljana         | + 35"      |

### 3. etape
| Madrid - Madrid | flad etape | (98,6 km) |

| \| Etaperesultat \| Etaperesultat \| Etaperesultat \| Etaperesultat \| Etaperesultat \| \| Rytter \| Rytter \| Hold \| Tid \| \| \| ------------- \| -------------------- \| ------------------------- \| ------------- \| ------------- \| \| 1. \| Elisa Balsamo \| Valcar-Travel & Service \| 2t 16' 49" \| \| \| 2. \| Lorena Wiebes \| Sunweb \| + 0" \| \| \| 3. \| Marta Bastianelli \| Alé BTC Ljubljana \| + 0" \| \| \| 4. \| Chiara Consonni \| Valcar-Travel & Service \| + 0" \| \| \| 5. \| Silvia Zanardi \| Bepink \| + 0" \| \| \| 6. \| Barbara Guarischi \| Movistar Team \| + 0" \| \| \| 7. \| Lisa Brennauer \| Ceratizit-WNT Pro Cycling \| + 0" \| \| \| 8. \| Sandra Alonso \| Cronos-Casa Dorada \| + 0" \| \| \| 9. \| Jelena Erić \| Movistar Team \| + 0" \| \| \| 10. \| Elisa Longo Borghini \| Trek-Segafredo \| + 0" \| \| |                      |                           |            |
| |                      |                           |            |
| Kilde: ProCyclingStats |                      |                           |            |
| Etaperesultat |                      |                           |            |
| Rytter | Rytter               | Hold                      | Tid        |
| 1. | Elisa Balsamo        | Valcar-Travel & Service   | 2t 16' 49" |
| 2. | Lorena Wiebes        | Sunweb                    | + 0"       |
| 3. | Marta Bastianelli    | Alé BTC Ljubljana         | + 0"       |
| 4. | Chiara Consonni      | Valcar-Travel & Service   | + 0"       |
| 5. | Silvia Zanardi       | Bepink                    | + 0"       |
| 6. | Barbara Guarischi    | Movistar Team             | + 0"       |
| 7. | Lisa Brennauer       | Ceratizit-WNT Pro Cycling | + 0"       |
| 8. | Sandra Alonso        | Cronos-Casa Dorada        | + 0"       |
| 9. | Jelena Erić          | Movistar Team             | + 0"       |
| 10. | Elisa Longo Borghini | Trek-Segafredo            | + 0"       |

## Samlet klassement
| \| Samlede stilling \| Samlede stilling \| Samlede stilling \| Samlede stilling \| Samlede stilling \| \| Rytter \| Rytter \| Hold \| Tid \| \| \| ---------------- \| -------------------- \| ------------------------- \| ---------------- \| ---------------- \| \| 1. \| Lisa Brennauer \| Ceratizit-WNT Pro Cycling \| 4t 29' 21" \| \| \| 2. \| Elisa Longo Borghini \| Trek-Segafredo \| + 12" \| \| \| 3. \| Lorena Wiebes \| Sunweb \| + 13" \| \| \| 4. \| Ellen van Dijk \| Trek-Segafredo \| + 31" \| \| \| 5. \| Leah Kirchmann \| Sunweb \| + 42" \| \| \| 6. \| Annemiek van Vleuten \| Mitchelton-Scott \| + 44" \| \| \| 7. \| Sarah Roy \| Mitchelton-Scott \| + 46" \| \| \| 8. \| Maaike Boogaard \| Alé BTC Ljubljana \| + 52" \| \| \| 9. \| Alice Barnes \| Canyon-SRAM Racing \| + 52" \| \| \| 10. \| Mieke Kröger \| Hitec Products-Birk Sport \| + 57" \| \| |                      |                           |            |
| |                      |                           |            |
| Kilde: ProCyclingStats |                      |                           |            |
| Samlede stilling |                      |                           |            |
| Rytter | Rytter               | Hold                      | Tid        |
| 1. | Lisa Brennauer       | Ceratizit-WNT Pro Cycling | 4t 29' 21" |
| 2. | Elisa Longo Borghini | Trek-Segafredo            | + 12"      |
| 3. | Lorena Wiebes        | Sunweb                    | + 13"      |
| 4. | Ellen van Dijk       | Trek-Segafredo            | + 31"      |
| 5. | Leah Kirchmann       | Sunweb                    | + 42"      |
| 6. | Annemiek van Vleuten | Mitchelton-Scott          | + 44"      |
| 7. | Sarah Roy            | Mitchelton-Scott          | + 46"      |
| 8. | Maaike Boogaard      | Alé BTC Ljubljana         | + 52"      |
| 9. | Alice Barnes         | Canyon-SRAM Racing        | + 52"      |
| 10. | Mieke Kröger         | Hitec Products-Birk Sport | + 57"      |

### Pointkonkurrencen
| Pointkonkurrence | Pointkonkurrence     | Pointkonkurrence          | Pointkonkurrence | Pointkonkurrence |
| Rytter           | Rytter               | Hold                      | Point            |                  |
| ---------------- | -------------------- | ------------------------- | ---------------- | ---------------- |
| 1.               | Lisa Brennauer       | Ceratizit-WNT Pro Cycling | 38 point         |                  |
| 2.               | Lorena Wiebes        | Sunweb                    | 36 point         |                  |
| 3.               | Elisa Longo Borghini | Trek-Segafredo            | 30 point         |                  |
| 4.               | Elisa Balsamo        | Valcar-Travel & Service   | 15 point         |                  |
| 5.               | Silvia Zanardi       | Bepink                    | 14 point         |                  |
| 6.               | Hannah Ludwig        | Canyon-SRAM Racing        | 13 point         |                  |
| 7.               | Jessica Roberts      | Mitchelton-Scott          | 11 point         |                  |
| 8.               | Janneke Ensing       | Mitchelton-Scott          | 9 point          |                  |
| 9.               | Maaike Boogaard      | Alé BTC Ljubljana         | 8 point          |                  |
| 10.              | Wilma Olausson       | Sunweb                    | 8 point          |                  |

### Ungdomskonkurrencen
| Ungdomskonkurrence | Ungdomskonkurrence      | Ungdomskonkurrence         | Ungdomskonkurrence | Ungdomskonkurrence |
| Rytter             | Rytter                  | Hold                       | Tid                |                    |
| ------------------ | ----------------------- | -------------------------- | ------------------ | ------------------ |
| 1.                 | Lorena Wiebes           | Sunweb                     | 4t 29' 34"         |                    |
| 2.                 | Maaike Boogaard         | Alé BTC Ljubljana          | + 39"              |                    |
| 3.                 | Alice Barnes            | Canyon-SRAM Racing         | + 39"              |                    |
| 4.                 | Elisa Balsamo           | Valcar-Travel & Service    | + 46"              |                    |
| 5.                 | Hannah Ludwig           | Canyon-SRAM Racing         | + 51"              |                    |
| 6.                 | Jessica Roberts         | Mitchelton-Scott           | + 55"              |                    |
| 7.                 | Marta Cavalli           | Valcar-Travel & Service    | + 56"              |                    |
| 8.                 | Liane Lippert           | Sunweb                     | + 58"              |                    |
| 9.                 | Jelena Erić             | Movistar Team              | + 1' 06"           |                    |
| 10.                | Christina Schweinberger | Doltcini-Van Eyck-Proximus | + 1' 10"           |                    |

## Trøjernes fordeling gennem løbet
| Etape             | Vinder            | Røde førertrøje | Pointtrøjen    | Ungdomstrøjen | Holdkonkurrencen          |
| ----------------- | ----------------- | --------------- | -------------- | ------------- | ------------------------- |
| 1                 | Lorena Wiebes     | Lorena Wiebes   | Lorena Wiebes  | Lorena Wiebes | Ceratizit-WNT Pro Cycling |
| 2                 | Lisa Brennauer    | Lisa Brennauer  | Lisa Brennauer | Lorena Wiebes | Trek-Segafredo            |
| 3                 | Elisa Balsamo     | Lisa Brennauer  | Lisa Brennauer | Lorena Wiebes | Trek-Segafredo            |
| Samlet klassement | Samlet klassement | Lisa Brennauer  | Lisa Brennauer | Lorena Wiebes | Trek-Segafredo            |

## Hold og ryttere
Af de otte World Tour-hold havde CCC Liv og FDJ-Nouvelle Aquitaine-Futuroscope valgt ikke at stille til start på grund af smittefaren med COVID-19. Af samme årsag deltog det hollandske storhold Boels-Dolmans med verdensmester Anna van der Breggen heller ikke.
| UCI Women's WorldTeams (6)- Alé BTC Ljubljana - Canyon-SRAM Racing - Mitchelton-Scott - Movistar Team - Sunweb Women - Trek-Segafredo UCI Women's Kontinentalhold (9)- Ceratizit-WNT Pro Cycling - Massi Tactic - BePink - Bizkaia-Durango - Doltcini-Van Eyck Sport - Hitec Products-Birk Sport - Río Miera-Cantabria Deporte - Sopela Women's Team - Valcar-Travel & Service UCI Women's Kontinentalhold- Cronos-Casa Dorada |
| |

### Danske ryttere
| Danske ryttere på startlisten |            |                           |           |
| Rygnummer                     | Rytter     | Hold                      | Placering |
| 4                             | Julie Leth | Ceratizit-WNT Pro Cycling | 25        |

* DNF = gennemførte ikke

### Startliste
| Ceratizit-WNT Pro Cycling WNT | Ceratizit-WNT Pro Cycling WNT   | Ceratizit-WNT Pro Cycling WNT |
| ----------------------------- | ------------------------------- | ----------------------------- |
| Nr.                           | Rytter                          | Placering                     |
| 1                             | Lisa Brennauer (GER) (landevej) | 1.                            |
| 2                             | Laura Asencio (FRA)             | 41.                           |
| 3                             | Maria Giulia Confalonieri (ITA) | 31.                           |
| 4                             | Julie Leth (DEN)                | 25.                           |
| 5                             | Sarah Rijkes (AUT)              | 51.                           |
| 6                             | Lara Vieceli (ITA)              | 42.                           |

| Trek-Segafredo TFS | Trek-Segafredo TFS                                   | Trek-Segafredo TFS |
| ------------------ | ---------------------------------------------------- | ------------------ |
| Nr.                | Rytter                                               | Placering          |
| 11                 | Audrey Cordon-Ragot (FRA) (landevej)                 | 19.                |
| 12                 | Elisa Longo Borghini (ITA) (landevej og enkeltstart) | 2.                 |
| 13                 | Letizia Paternoster (ITA)                            | DNF-3              |
| 14                 | Ellen van Dijk (NED)                                 | 4.                 |

| Sunweb SUN | Sunweb SUN           | Sunweb SUN |
| ---------- | -------------------- | ---------- |
| Nr.        | Rytter               | Placering  |
| 21         | Leah Kirchmann (CAN) | 5.         |
| 22         | Liane Lippert (GER)  | 18.        |
| 23         | Wilma Olausson (SWE) | 27.        |
| 24         | Julia Soek (NED)     | 24.        |
| 25         | Lorena Wiebes (NED)  | 3.         |

| Mitchelton-Scott MTS | Mitchelton-Scott MTS                  | Mitchelton-Scott MTS |
| -------------------- | ------------------------------------- | -------------------- |
| Nr.                  | Rytter                                | Placering            |
| 31                   | Annemiek van Vleuten (NED) (landevej) | 6.                   |
| 32                   | Jessica Allen (AUS)                   | DNF-3                |
| 33                   | Janneke Ensing (NED)                  | 23.                  |
| 34                   | Jessica Roberts (GBR)                 | 15.                  |
| 35                   | Sarah Roy (AUS)                       | 7.                   |
| 36                   | Georgia Williams (NZL)                | 17.                  |

| Canyon-SRAM Racing CSR | Canyon-SRAM Racing CSR        | Canyon-SRAM Racing CSR |
| ---------------------- | ----------------------------- | ---------------------- |
| Nr.                    | Rytter                        | Placering              |
| 41                     | Alice Barnes (GBR) (landevej) | 9.                     |
| 42                     | Rotem Gafinovitz (ISR)        | 28.                    |
| 43                     | Ella Harris (NZL)             | DNF-3                  |
| 44                     | Hannah Ludwig (GER)           | 13.                    |
| 45                     | Christa Riffel (GER)          | 33.                    |
| 46                     | Alexis Ryan (USA)             | DNF-3                  |

| Valcar-Travel & Service VAL | Valcar-Travel & Service VAL | Valcar-Travel & Service VAL |
| --------------------------- | --------------------------- | --------------------------- |
| Nr.                         | Rytter                      | Placering                   |
| 51                          | Marta Cavalli (ITA)         | 16.                         |
| 52                          | Elisa Balsamo (ITA)         | 11.                         |
| 53                          | Chiara Consonni (ITA)       | 34.                         |
| 54                          | Vittoria Guazzini (ITA)     | 37.                         |
| 55                          | Barbara Malcotti (ITA)      | 58.                         |
| 56                          | Ilaria Sanguineti (ITA)     | 29.                         |

| Alé BTC Ljubljana ALE | Alé BTC Ljubljana ALE         | Alé BTC Ljubljana ALE |
| --------------------- | ----------------------------- | --------------------- |
| Nr.                   | Rytter                        | Placering             |
| 61                    | Marta Bastianelli (ITA)       | 40.                   |
| 62                    | Maaike Boogaard (NED)         | 8.                    |
| 63                    | Eugenia Bujak (SLO)           | 12.                   |
| 64                    | Urša Pintar (SLO) (landevej)  | 38.                   |
| 65                    | Anna Trevisi (ITA)            | DNF-3                 |
| 66                    | Eri Yonamine (JPN) (landevej) | 32.                   |

| Movistar Team MOV | Movistar Team MOV            | Movistar Team MOV |
| ----------------- | ---------------------------- | ----------------- |
| Nr.               | Rytter                       | Placering         |
| 71                | Barbara Guarischi (ITA)      | 35.               |
| 72                | Katrine Aalerud (NOR)        | 22.               |
| 73                | Jelena Erić (SRB)            | 20.               |
| 74                | Alicia González Blanco (ESP) | 50.               |
| 75                | Gloria Rodríguez (ESP)       | 56.               |
| 76                | Alba Teruel Ribes (ESP)      | 59.               |

| Doltcini-Van Eyck-Proximus DVE | Doltcini-Van Eyck-Proximus DVE | Doltcini-Van Eyck-Proximus DVE |
| ------------------------------ | ------------------------------ | ------------------------------ |
| Nr.                            | Rytter                         | Placering                      |
| 81                             | Christina Schweinberger (AUT)  | 21.                            |
| 82                             | Minke Bakker (NED)             | 60.                            |
| 83                             | Marieke de Groot (NED)         | 54.                            |
| 84                             | Nicole Hanselmann (SUI)        | 49.                            |

| Bepink BPK | Bepink BPK             | Bepink BPK |
| ---------- | ---------------------- | ---------- |
| Nr.        | Rytter                 | Placering  |
| 91         | Simona Frapporti (ITA) | 39.        |
| 92         | Camilla Alessio (ITA)  | 30.        |
| 93         | Vania Canvelli (ITA)   | 65.        |
| 94         | Giorgia Catarzi (ITA)  | 48.        |
| 95         | Silvia Valsecchi (ITA) | 26.        |
| 96         | Silvia Zanardi (ITA)   | 36.        |

| Cronos-Casa Dorada CDO | Cronos-Casa Dorada CDO    | Cronos-Casa Dorada CDO |
| ---------------------- | ------------------------- | ---------------------- |
| Nr.                    | Rytter                    | Placering              |
| 101                    | Alessia Vigilia (ITA)     | DNF-3                  |
| 102                    | Sandra Alonso (ESP)       | 46.                    |
| 103                    | Lydia Iglesias (ESP)      | DNF-3                  |
| 104                    | Małgorzata Jasińska (POL) | 44.                    |
| 105                    | Rachel Neylan (AUS)       | 52.                    |

| Bizkaia-Durango BDP | Bizkaia-Durango BDP        | Bizkaia-Durango BDP |
| ------------------- | -------------------------- | ------------------- |
| Nr.                 | Rytter                     | Placering           |
| 111                 | Elizabeth Holden (GBR)     | 45.                 |
| 112                 | Yurani Blanco Calbet (ESP) | DNF-1               |
| 113                 | Emilie Fortin (CAN)        | 57.                 |
| 114                 | Ariana Gilabert (ESP)      | DNF-3               |

| Hitec Products-Birk Sport HPU | Hitec Products-Birk Sport HPU | Hitec Products-Birk Sport HPU |
| ----------------------------- | ----------------------------- | ----------------------------- |
| Nr.                           | Rytter                        | Placering                     |
| 121                           | Lucy Garner (GBR)             | 55.                           |
| 122                           | Martine Gjøs (NOR)            | DNF-1                         |
| 123                           | Vita Heine (NOR)              | 14.                           |
| 124                           | Mieke Kröger (GER)            | 10.                           |

| Sopela Women's Team SWT | Sopela Women's Team SWT        | Sopela Women's Team SWT |
| ----------------------- | ------------------------------ | ----------------------- |
| Nr.                     | Rytter                         | Placering               |
| 131                     | Claire Steels (GBR)            | 62.                     |
| 132                     | Naia Amondarain Gazañaga (ESP) | DNF-1                   |
| 133                     | Maria Banlles Santamaria (ESP) | DNF-1                   |
| 134                     | Sara Martín Martín (ESP)       | 47.                     |
| 135                     | Emma Ortiz (ESP)               | DNF-3                   |

| Massi Tactic MAT | Massi Tactic MAT              | Massi Tactic MAT |
| ---------------- | ----------------------------- | ---------------- |
| Nr.              | Rytter                        | Placering        |
| 141              | Mireia Benito (ESP)           | 63.              |
| 142              | Belén López (ESP)             | 53.              |
| 143              | Martina Moreno Monteys (ESP)  | DNF-3            |
| 144              | Patricia Ortega Ruiz (ESP)    | DNF-3            |
| 145              | Gabrielle Pilote Fortin (CAN) | 64.              |
| 146              | Mireia Trias (ESP)            | 43.              |

| Río Miera-Cantabria Deporte RMC | Río Miera-Cantabria Deporte RMC | Río Miera-Cantabria Deporte RMC |
| ------------------------------- | ------------------------------- | ------------------------------- |
| Nr.                             | Rytter                          | Placering                       |
| 151                             | Elisabet Escursell Valero (ESP) | DNF-2                           |
| 152                             | Paula Diaz (ESP)                | 61.                             |
| 153                             | Carolina Esteban (ESP)          | 66.                             |
| 154                             | Susana Perez Conejero (ESP)     | DNF-3                           |
| 155                             | Laura Tenorio (ESP)             | 67.                             |

| Ceratizit-WNT Pro Cycling WNT | Ceratizit-WNT Pro Cycling WNT   | Ceratizit-WNT Pro Cycling WNT |
| ----------------------------- | ------------------------------- | ----------------------------- |
| Nr.                           | Rytter                          | Placering                     |
| 1                             | Lisa Brennauer (GER) (landevej) | 1.                            |
| 2                             | Laura Asencio (FRA)             | 41.                           |
| 3                             | Maria Giulia Confalonieri (ITA) | 31.                           |
| 4                             | Julie Leth (DEN)                | 25.                           |
| 5                             | Sarah Rijkes (AUT)              | 51.                           |
| 6                             | Lara Vieceli (ITA)              | 42.                           |

| Trek-Segafredo TFS | Trek-Segafredo TFS                                   | Trek-Segafredo TFS |
| ------------------ | ---------------------------------------------------- | ------------------ |
| Nr.                | Rytter                                               | Placering          |
| 11                 | Audrey Cordon-Ragot (FRA) (landevej)                 | 19.                |
| 12                 | Elisa Longo Borghini (ITA) (landevej og enkeltstart) | 2.                 |
| 13                 | Letizia Paternoster (ITA)                            | DNF-3              |
| 14                 | Ellen van Dijk (NED)                                 | 4.                 |

| Sunweb SUN | Sunweb SUN           | Sunweb SUN |
| ---------- | -------------------- | ---------- |
| Nr.        | Rytter               | Placering  |
| 21         | Leah Kirchmann (CAN) | 5.         |
| 22         | Liane Lippert (GER)  | 18.        |
| 23         | Wilma Olausson (SWE) | 27.        |
| 24         | Julia Soek (NED)     | 24.        |
| 25         | Lorena Wiebes (NED)  | 3.         |

| Mitchelton-Scott MTS | Mitchelton-Scott MTS                  | Mitchelton-Scott MTS |
| -------------------- | ------------------------------------- | -------------------- |
| Nr.                  | Rytter                                | Placering            |
| 31                   | Annemiek van Vleuten (NED) (landevej) | 6.                   |
| 32                   | Jessica Allen (AUS)                   | DNF-3                |
| 33                   | Janneke Ensing (NED)                  | 23.                  |
| 34                   | Jessica Roberts (GBR)                 | 15.                  |
| 35                   | Sarah Roy (AUS)                       | 7.                   |
| 36                   | Georgia Williams (NZL)                | 17.                  |

| Canyon-SRAM Racing CSR | Canyon-SRAM Racing CSR        | Canyon-SRAM Racing CSR |
| ---------------------- | ----------------------------- | ---------------------- |
| Nr.                    | Rytter                        | Placering              |
| 41                     | Alice Barnes (GBR) (landevej) | 9.                     |
| 42                     | Rotem Gafinovitz (ISR)        | 28.                    |
| 43                     | Ella Harris (NZL)             | DNF-3                  |
| 44                     | Hannah Ludwig (GER)           | 13.                    |
| 45                     | Christa Riffel (GER)          | 33.                    |
| 46                     | Alexis Ryan (USA)             | DNF-3                  |

| Valcar-Travel & Service VAL | Valcar-Travel & Service VAL | Valcar-Travel & Service VAL |
| --------------------------- | --------------------------- | --------------------------- |
| Nr.                         | Rytter                      | Placering                   |
| 51                          | Marta Cavalli (ITA)         | 16.                         |
| 52                          | Elisa Balsamo (ITA)         | 11.                         |
| 53                          | Chiara Consonni (ITA)       | 34.                         |
| 54                          | Vittoria Guazzini (ITA)     | 37.                         |
| 55                          | Barbara Malcotti (ITA)      | 58.                         |
| 56                          | Ilaria Sanguineti (ITA)     | 29.                         |

| Alé BTC Ljubljana ALE | Alé BTC Ljubljana ALE         | Alé BTC Ljubljana ALE |
| --------------------- | ----------------------------- | --------------------- |
| Nr.                   | Rytter                        | Placering             |
| 61                    | Marta Bastianelli (ITA)       | 40.                   |
| 62                    | Maaike Boogaard (NED)         | 8.                    |
| 63                    | Eugenia Bujak (SLO)           | 12.                   |
| 64                    | Urša Pintar (SLO) (landevej)  | 38.                   |
| 65                    | Anna Trevisi (ITA)            | DNF-3                 |
| 66                    | Eri Yonamine (JPN) (landevej) | 32.                   |

| Movistar Team MOV | Movistar Team MOV            | Movistar Team MOV |
| ----------------- | ---------------------------- | ----------------- |
| Nr.               | Rytter                       | Placering         |
| 71                | Barbara Guarischi (ITA)      | 35.               |
| 72                | Katrine Aalerud (NOR)        | 22.               |
| 73                | Jelena Erić (SRB)            | 20.               |
| 74                | Alicia González Blanco (ESP) | 50.               |
| 75                | Gloria Rodríguez (ESP)       | 56.               |
| 76                | Alba Teruel Ribes (ESP)      | 59.               |

| Doltcini-Van Eyck-Proximus DVE | Doltcini-Van Eyck-Proximus DVE | Doltcini-Van Eyck-Proximus DVE |
| ------------------------------ | ------------------------------ | ------------------------------ |
| Nr.                            | Rytter                         | Placering                      |
| 81                             | Christina Schweinberger (AUT)  | 21.                            |
| 82                             | Minke Bakker (NED)             | 60.                            |
| 83                             | Marieke de Groot (NED)         | 54.                            |
| 84                             | Nicole Hanselmann (SUI)        | 49.                            |

| Bepink BPK | Bepink BPK             | Bepink BPK |
| ---------- | ---------------------- | ---------- |
| Nr.        | Rytter                 | Placering  |
| 91         | Simona Frapporti (ITA) | 39.        |
| 92         | Camilla Alessio (ITA)  | 30.        |
| 93         | Vania Canvelli (ITA)   | 65.        |
| 94         | Giorgia Catarzi (ITA)  | 48.        |
| 95         | Silvia Valsecchi (ITA) | 26.        |
| 96         | Silvia Zanardi (ITA)   | 36.        |

| Cronos-Casa Dorada CDO | Cronos-Casa Dorada CDO    | Cronos-Casa Dorada CDO |
| ---------------------- | ------------------------- | ---------------------- |
| Nr.                    | Rytter                    | Placering              |
| 101                    | Alessia Vigilia (ITA)     | DNF-3                  |
| 102                    | Sandra Alonso (ESP)       | 46.                    |
| 103                    | Lydia Iglesias (ESP)      | DNF-3                  |
| 104                    | Małgorzata Jasińska (POL) | 44.                    |
| 105                    | Rachel Neylan (AUS)       | 52.                    |

| Bizkaia-Durango BDP | Bizkaia-Durango BDP        | Bizkaia-Durango BDP |
| ------------------- | -------------------------- | ------------------- |
| Nr.                 | Rytter                     | Placering           |
| 111                 | Elizabeth Holden (GBR)     | 45.                 |
| 112                 | Yurani Blanco Calbet (ESP) | DNF-1               |
| 113                 | Emilie Fortin (CAN)        | 57.                 |
| 114                 | Ariana Gilabert (ESP)      | DNF-3               |

| Hitec Products-Birk Sport HPU | Hitec Products-Birk Sport HPU | Hitec Products-Birk Sport HPU |
| ----------------------------- | ----------------------------- | ----------------------------- |
| Nr.                           | Rytter                        | Placering                     |
| 121                           | Lucy Garner (GBR)             | 55.                           |
| 122                           | Martine Gjøs (NOR)            | DNF-1                         |
| 123                           | Vita Heine (NOR)              | 14.                           |
| 124                           | Mieke Kröger (GER)            | 10.                           |

| Sopela Women's Team SWT | Sopela Women's Team SWT        | Sopela Women's Team SWT |
| ----------------------- | ------------------------------ | ----------------------- |
| Nr.                     | Rytter                         | Placering               |
| 131                     | Claire Steels (GBR)            | 62.                     |
| 132                     | Naia Amondarain Gazañaga (ESP) | DNF-1                   |
| 133                     | Maria Banlles Santamaria (ESP) | DNF-1                   |
| 134                     | Sara Martín Martín (ESP)       | 47.                     |
| 135                     | Emma Ortiz (ESP)               | DNF-3                   |

| Massi Tactic MAT | Massi Tactic MAT              | Massi Tactic MAT |
| ---------------- | ----------------------------- | ---------------- |
| Nr.              | Rytter                        | Placering        |
| 141              | Mireia Benito (ESP)           | 63.              |
| 142              | Belén López (ESP)             | 53.              |
| 143              | Martina Moreno Monteys (ESP)  | DNF-3            |
| 144              | Patricia Ortega Ruiz (ESP)    | DNF-3            |
| 145              | Gabrielle Pilote Fortin (CAN) | 64.              |
| 146              | Mireia Trias (ESP)            | 43.              |

| Río Miera-Cantabria Deporte RMC | Río Miera-Cantabria Deporte RMC | Río Miera-Cantabria Deporte RMC |
| ------------------------------- | ------------------------------- | ------------------------------- |
| Nr.                             | Rytter                          | Placering                       |
| 151                             | Elisabet Escursell Valero (ESP) | DNF-2                           |
| 152                             | Paula Diaz (ESP)                | 61.                             |
| 153                             | Carolina Esteban (ESP)          | 66.                             |
| 154                             | Susana Perez Conejero (ESP)     | DNF-3                           |
| 155                             | Laura Tenorio (ESP)             | 67.                             |